# 앵슈
앵슈(프랑스어: Hinche, 아이티어: Ench, 스페인어: Hincha)는 아이티 중부에 위치한 도시로 중앙 주의 주도이며 면적은 588.4km2, 높이는 228m, 인구는 109,916명(2009년 기준), 인구 밀도는 186.8명/km2이다.